# ミッドナイトリュート
ミッドナイトリュート (Midnight Lute) は、アメリカ合衆国の競走馬、種牡馬。2007年、2008年のブリーダーズカップ・スプリント連覇などG1競走で3勝を挙げた。2007年度エクリプス賞最優秀スプリンター。

## 経歴
1歳時にキーンランドで行われた1歳馬市場に出品され、7万ドルで購買される。2歳時にカリフォルニア州を拠点とするボブ・バファート厩舎に入った。

### 戦績

#### 2005年・2006年
7月末にメイドン（新馬・未勝利戦）でデビュー。パット・ヴァレンズエラを背に初戦勝利を挙げた。しかし後に喘鳴症を患い、この治療のために長期の休養を余儀なくされた。
1年後に復帰すると、アローワンス（一般戦）2戦を2着、1着として、秋を迎えて重賞初出走となったペリーヴィルステークス (G3) を4馬身超の差で制し、重賞初勝利を挙げた。年末にはマリブステークスでG1競走に初出走、3着となりこの年のシーズンを終えた。

#### 2007年
翌2007年は、緒戦のサンフェルナンドブリーダーズカップステークス (G2) こそオウサムジェムのハナ差2着となったが、この頃より再び喘鳴症の影響が出始め、続くG2競走2戦をいずれも4着と敗れる。その後、再び喉の治療のために秋まで休養に入った。休養中に喉軟骨の突起を抑える手術を受け、9月にサラトガ競馬場のフォアゴーハンデキャップ (G1) で復帰。2番人気に支持されると、第4コーナー先頭からゴールまで押し切り、G1初勝利を挙げた。
この時点で、バファートは本馬について距離適性について「（短距離の）6ハロンは短過ぎる」と語っていた。しかしスピード能力を数値で表す「ベイヤー指数」では、この年全米で出走したサラブレッドの中で最高数値となる124と算出され、前言を改めブリーダーズカップ・スプリントを目標とした。その後、当初前哨戦に予定されていたヴォスバーグステークス (G1) を回避、スプリントに直行となった。当日は、この前日まで降り続いた雨により非常にぬかるんだ馬場で競走が行われた。しかし1番人気に支持された本馬は全く苦にせず、イディオットプルーフ以下に4馬身以上の差を付け、G1連勝でブリーダーズカップ制覇を果たした。この後のシーズンも競走を続行、シガーマイルハンデキャップに出走したが、ダーハーの2着に終わりシーズンを終えた。翌1月、当年のエクリプス賞が発表され、最優秀短距離牡馬のタイトルを受賞した。

#### 2008年
その後は2008年の初戦に備えて調教を積んでいたが、この最中に踵を傷め休養に入る。8月にパットオブライエンハンデキャップで復帰したが、10着と大敗。その後は秋まで出走できず、連覇を目指すブリーダーズカップ・スプリントに、前年と同様に直行した。当日の1番人気は、この年G1競走2勝のストリートボスに譲る。しかしレースでは、道中最後方から第3コーナーで一気に位置を上げ、最後の直線では逃げたフェイタルブレットを交わして優勝、スプリント史上初の連覇を達成した。

## 種牡馬時代
2008年のブリーダーズカップ・スプリントを最後に競走馬を引退。以後はケンタッキー州のヒルンデールファームで種牡馬として供用されている。

### 主な産駒
- ミッドナイトラッキー（Midnight Lucky） - 2013年エイコーンステークス、2014年ヒューマナディスタフステークス
- シェイキンイットアップ（Shakin It Up） - 2013年マリブステークス
- ミッドナイトビスー（Midnight Bisou） - 2018年サンタアニタオークス、コティリオンステークス、2019年アップルブロッサムハンデキャップ、オグデンフィップスステークス、パーソナルエンスンステークス
- スムースライクストレイト（Smooth Like Strait） - 2021年シューメイカーマイルステークス

## 競走成績
| 年月日 | 年月日 | 年月日 | 競馬場           | レース名            | 格 | 頭数 | 人気 | 着順 | 距離（状態） | タイム  | 着差    | 騎手             | 斤量 | 勝ち馬/（2着馬）  |
| 2005   | 07     | 25     | デルマー         | メイドン            |    | 9    | 1    | 1着  | D6F（速）    | 1:10.43 | 1 1/4身 | P.ヴァレンズエラ | 54.5 | (Outlaw Jones)    |
| 2006   | 07     | 28     | デルマー         | アローワンス        |    | 12   | 1    | 2着  | D6F（速）    |         | 1/2身   | V.エスピノーザ   | 54.5 | Sailors Sunset    |
| 2006   | 08     | 20     | デルマー         | アローワンス        |    | 9    | 1    | 1着  | D7F（速）    | 1:22.57 | 3 1/2身 | V.エスピノーザ   | 55   | (Winning Tactics) |
| 2006   | 10     | 13     | キーンランド     | ペリーヴィルS       | G3 | 11   | 5    | 1着  | AW7F（速）   | 1:24.38 | 4 3/4身 | V.エスピノーザ   | 53   | (Lewis Michael)   |
| 2006   | 12     | 26     | サンタアニタ     | マリブS             | G1 | 12   | 2    | 3着  | D7F（速）    |         | 2身     | V.エスピノーザ   | 54   | Latent Heat       |
| 2007   | 01     | 13     | サンタアニタ     | サンフェルナンドBCS | G2 | 11   | 2    | 2着  | D8.5F（速）  |         | 鼻      | V.エスピノーザ   | 53.5 | Awesome Gem       |
| 2007   | 02     | 03     | サンタアニタ     | ストラブS           | G2 | 6    | 1    | 4着  | D9F（速）    |         | 1 3/4身 | V.エスピノーザ   | 54   | Arson Squad       |
| 2007   | 04     | 14     | キーンランド     | コモンウェルスBCS   | G2 | 11   | 1    | 4着  | AW7F（速）   |         | 5身     | E.プラード       | 54.5 | Silent Name       |
| 2007   | 09     | 01     | サラトガ         | フォアゴーH         | G1 | 10   | 2    | 1着  | D7F（速）    | 1:21.06 | 2 1/4身 | S.ブリッジモハン | 53   | (Benny the Bull)  |
| 2007   | 10     | 27     | モンマスパーク   | BCスプリント        | G1 | 10   | 1    | 1着  | D6F（不）    | 1:09.18 | 4 3/4身 | G.ゴメス         | 57   | (Idiot Proof)     |
| 2007   | 11     | 24     | アケダクト競馬場 | シガーマイルH       | G1 | 5    | 1    | 2着  | D8F（速）    |         | 2 1/2身 | G.ゴメス         | 56   | Daaher            |
| 2008   | 08     | 24     | デルマー         | パットオブライエンH | G2 | 12   | 1    | 10着 | AW7F（速）   |         | 7 1/2身 | G.ゴメス         | 55.5 | Lewis Michael     |
| 2008   | 10     | 25     | サンタアニタ     | BCスプリント        | G1 | 8    | 2    | 1着  | AW6F（速）   | 1:07.08 | 1 3/4身 | G.ゴメス         | 57   | (Fatal Bullet)    |

S=ステークス、H=ハンデキャップ、BC=ブリーダーズカップ。斤量は一律にキログラム換算。

## 血統表
| ミッドナイトリュートの血統（ファピアノ系 / Dr. Fager4×5=9.38%、Raise a Native4×5=9.38%） | ミッドナイトリュートの血統（ファピアノ系 / Dr. Fager4×5=9.38%、Raise a Native4×5=9.38%） | ミッドナイトリュートの血統（ファピアノ系 / Dr. Fager4×5=9.38%、Raise a Native4×5=9.38%） | （血統表の出典） | （血統表の出典） |
| 父 Real Quiet 1995 鹿毛                                                                  | 父の父Quiet American 1986 鹿毛                                                           | Fappiano                                                                                 | Mr. Prospector   | Mr. Prospector   |
| 父 Real Quiet 1995 鹿毛                                                                  | 父の父Quiet American 1986 鹿毛                                                           | Fappiano                                                                                 | Killaloe         |                  |
| 父 Real Quiet 1995 鹿毛                                                                  | 父の父Quiet American 1986 鹿毛                                                           | Demure                                                                                   | Dr. Fager        | Dr. Fager        |
| 父 Real Quiet 1995 鹿毛                                                                  | 父の父Quiet American 1986 鹿毛                                                           | Demure                                                                                   | Quiet Charm      |                  |
| 父 Real Quiet 1995 鹿毛                                                                  | 父の母Really Blue 1983 栗毛                                                              | Believe It                                                                               | In Reality       | In Reality       |
| 父 Real Quiet 1995 鹿毛                                                                  | 父の母Really Blue 1983 栗毛                                                              | Believe It                                                                               | Breakfast Bell   |                  |
| 父 Real Quiet 1995 鹿毛                                                                  | 父の母Really Blue 1983 栗毛                                                              | Meadow Blue                                                                              | Raise a Native   | Raise a Native   |
| 父 Real Quiet 1995 鹿毛                                                                  | 父の母Really Blue 1983 栗毛                                                              | Meadow Blue                                                                              | Gay Hostess      |                  |
| 母 Candytuft 1996 鹿毛                                                                   | 母の父*デヒア Dehere 1991 鹿毛                                                           | Deputy Minister                                                                          | Vice Regent      | Vice Regent      |
| 母 Candytuft 1996 鹿毛                                                                   | 母の父*デヒア Dehere 1991 鹿毛                                                           | Deputy Minister                                                                          | Mint Copy        |                  |
| 母 Candytuft 1996 鹿毛                                                                   | 母の父*デヒア Dehere 1991 鹿毛                                                           | Sister Dot                                                                               | Secretariat      | Secretariat      |
| 母 Candytuft 1996 鹿毛                                                                   | 母の父*デヒア Dehere 1991 鹿毛                                                           | Sister Dot                                                                               | Sword Game       |                  |
| 母 Candytuft 1996 鹿毛                                                                   | 母の母Bolt from the Blue 1980 鹿毛                                                       | Blue Times                                                                               | Olden Times      | Olden Times      |
| 母 Candytuft 1996 鹿毛                                                                   | 母の母Bolt from the Blue 1980 鹿毛                                                       | Blue Times                                                                               | Cocoblu          |                  |
| 母 Candytuft 1996 鹿毛                                                                   | 母の母Bolt from the Blue 1980 鹿毛                                                       | Berkut                                                                                   | Sea-Bird         | Sea-Bird         |
| 母 Candytuft 1996 鹿毛                                                                   | 母の母Bolt from the Blue 1980 鹿毛                                                       | Berkut                                                                                   | Feria F-No.3-j   |                  |